# Altes Theater (Ravensburg)

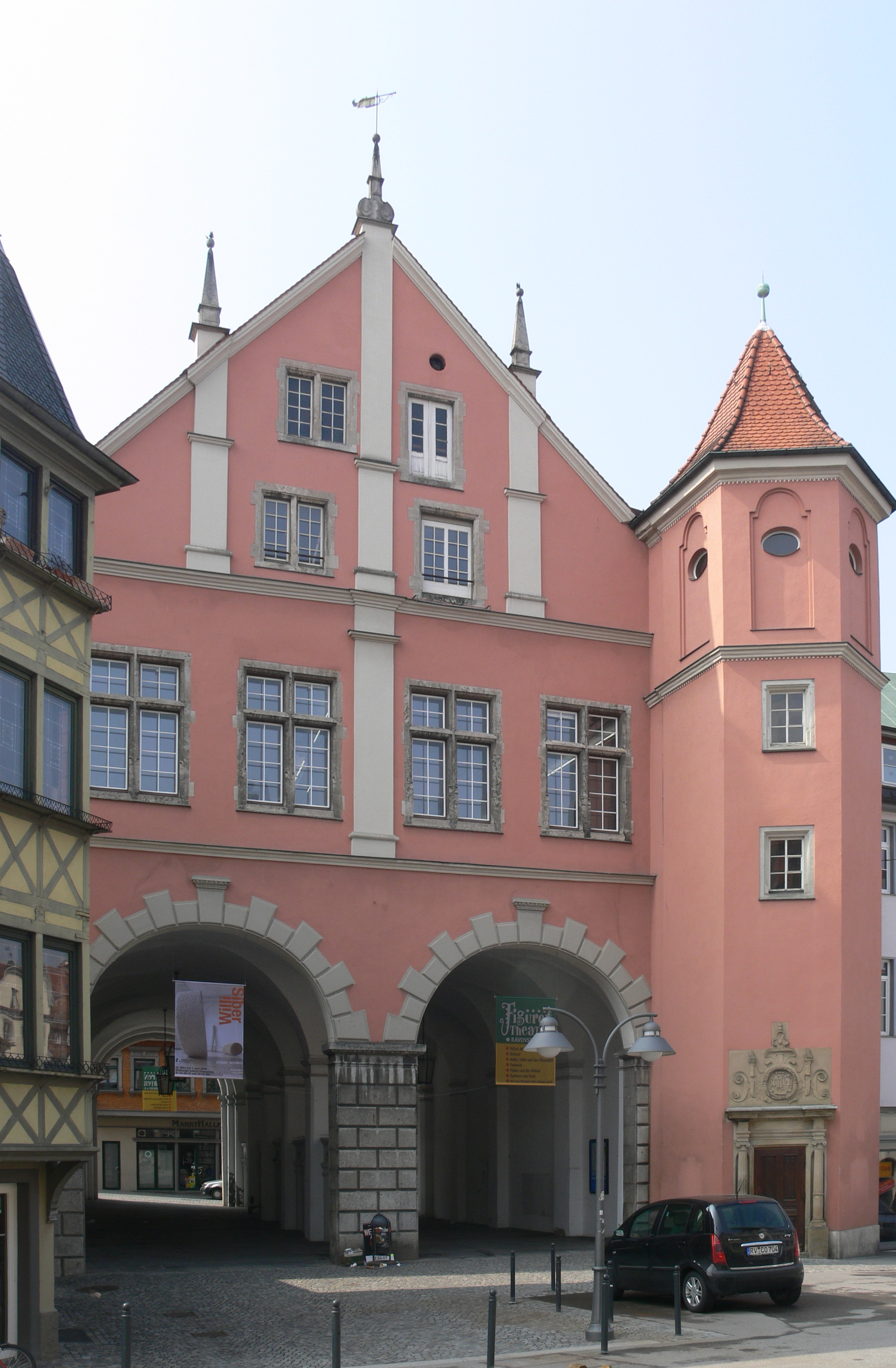
Fassade zum Gespinstmarkt

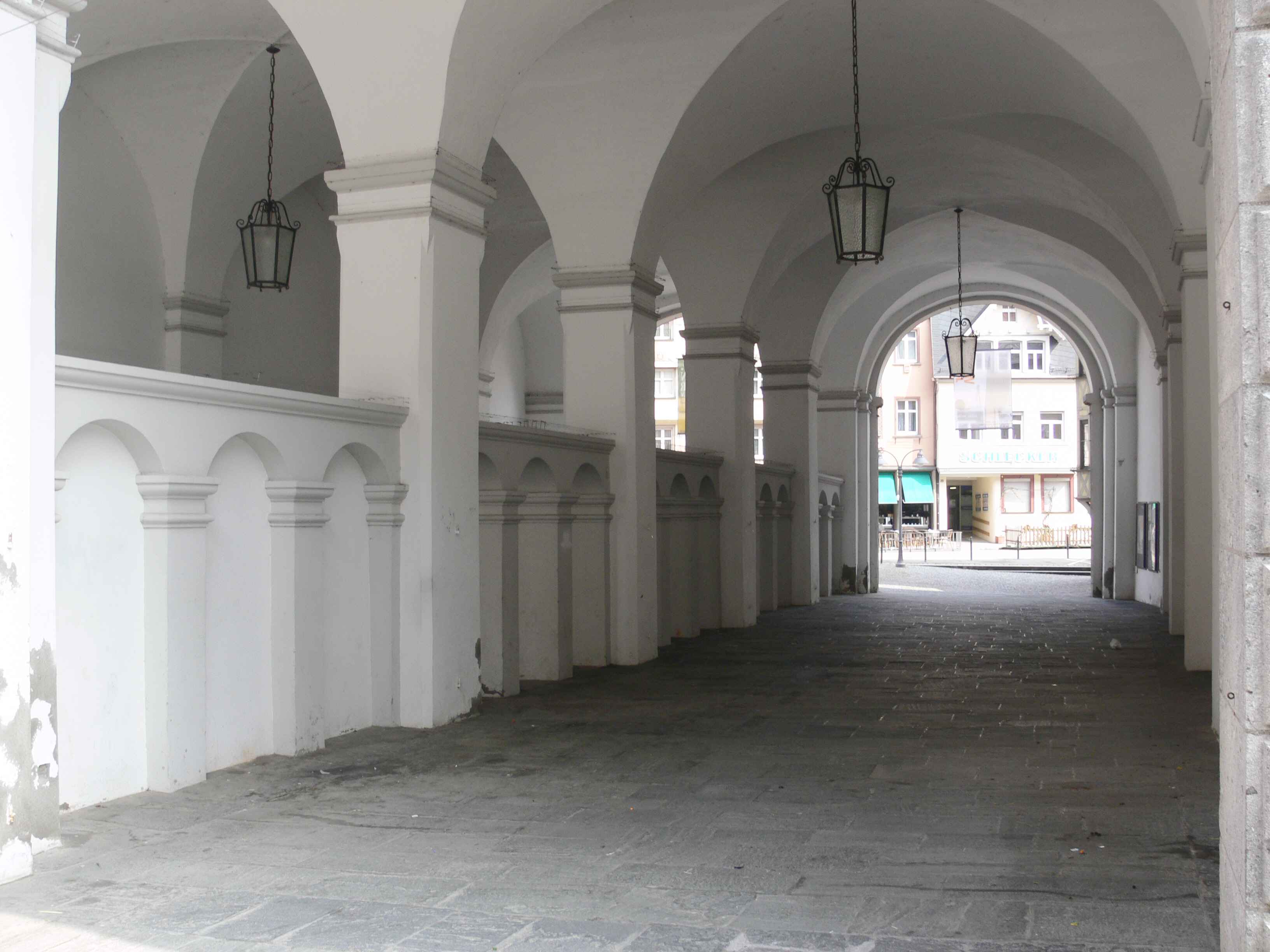
Blick in die Brotlaube (in Richtung Gespinstmarkt)

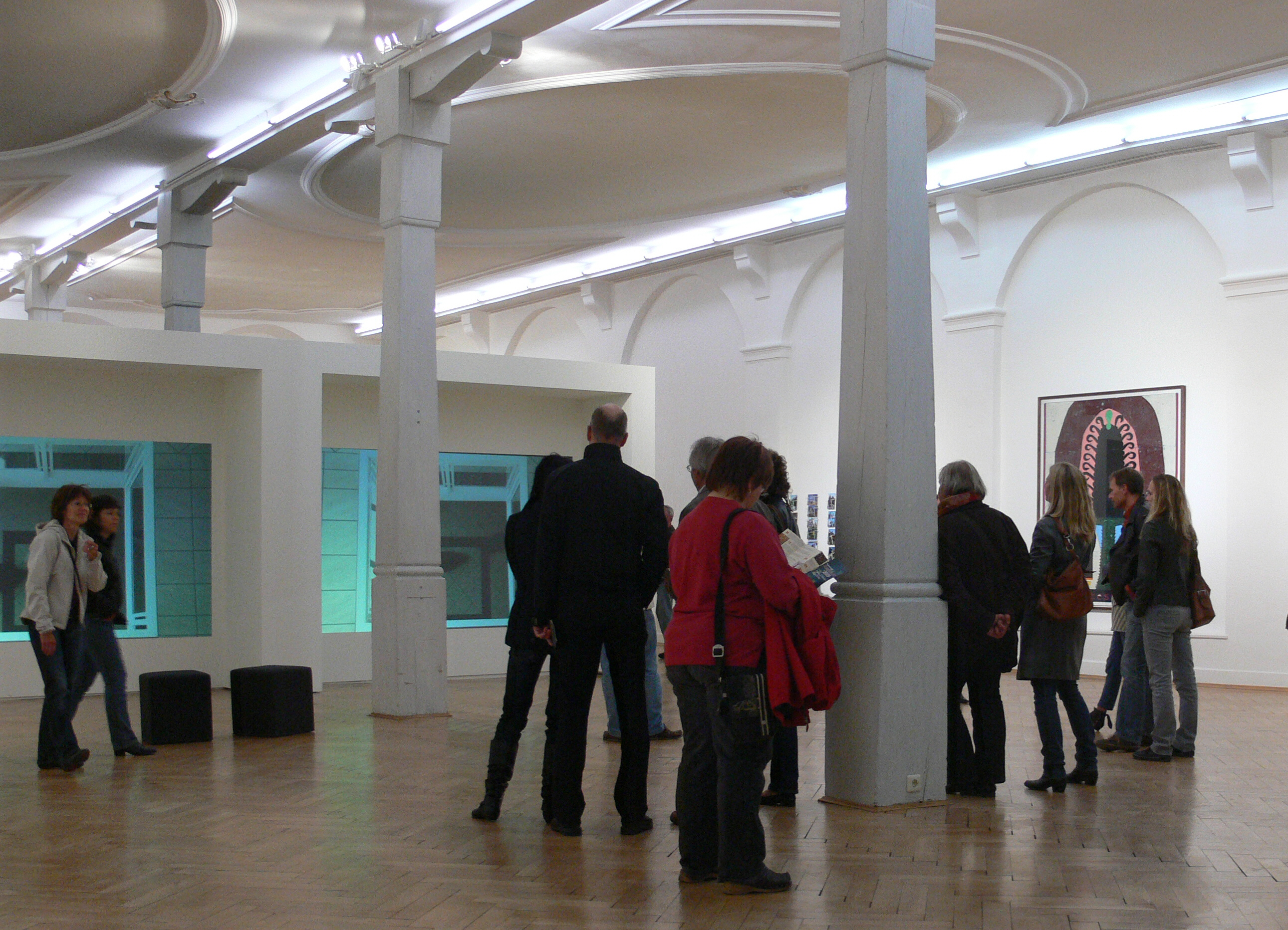
Ehemalige Städtische Galerie im Obergeschoss (2009)

Das Alte Theater (auch Brotlaube genannt) in der Marktstraße im oberschwäbischen Ravensburg wurde 1625 als Markthalle und Kaufhaus erbaut. Später wurde das Obergeschoss als Theater und Museum genutzt. Das denkmalgeschützte Gebäude ist das einzige größere Bauwerk des Frühbarock in der Ravensburger Kernstadt und der letzte repräsentative städtische Großbau der Reichsstadtzeit in Ravensburg.

## Beschreibung
Das Gebäude besteht im Erdgeschoss aus einer monumentalen gewölbten Halle, die durch eine niedrige Trennmauer (mit zahlreichen Durchgängen) in zwei Laubengänge geteilt ist. Die offene Halle erlaubt den Durchgang von der Marktstraße zum Gespinstmarkt.
Das Obergeschoss besteht aus einem großen Saal.
Ein Treppenturm mit Wendeltreppe am Gespinstmarkt sorgte für den Zugang zum Obergeschoss; im späten 20. Jahrhundert wurde der Haupteingang jedoch in einen neu errichteten Anbau am Gespinstmarkt verlegt, der auch ein Foyer und weitere Räume enthält.
An der Marktstraße ist das Gebäude mit einem prächtigen Wappenrelief der Erbauungszeit geschmückt, das neben dem Stadtwappen auch den kaiserlichen Adler als Symbol der Reichsfreiheit zeigt. Auch der Eingang am Treppenturm ist mit einem (schlichteren) Wappenrelief verziert.

## Geschichte
Ab 1386 stand an dieser Stelle die reichsstädtische Waage. Ab 1497 wurde das Haus dann Verkaufshaus der Bäcker, Metzger und Kürschner. 1625 wurde der bis heute erhaltene Neubau errichtet. Der Baumeister ist unbekannt.
Das Erdgeschoss war ursprünglich die Verkaufshalle der Bäckerzunft. Im 19. und frühen 20. Jahrhundert war der östliche Laubengang durch (inzwischen wieder entfernte) große Holztüren an beiden Seiten verschließbar und wurde als Turnhalle und Lagerraum genutzt. Heute finden sich am samstäglichen Wochenmarkt in der gesamten Halle Brot-, Fleisch-, Käse- und Eierstände. Ansonsten steht die Halle leer.
Das Obergeschoss diente ursprünglich der Kürschnerzunft als Verkaufslokal. Ab 1698 fanden in dem geräumigen Saal Theateraufführungen der Ravensburger „Komödiantengesellschaft“ statt. Bis zur Schließung aus Brandschutzgründen 1881 diente der Saal als Theater. Danach wurden alle Bühneneinbauten entfernt. Nach der Eröffnung des Konzerthauses 1897 wurde das Gebäude dann „Altes Theater“ genannt. 1910 bis 1932 beherbergte der Saal das „Stadtmuseum“, das neben Kunstwerken auch eine naturkundliche Sammlung zeigte. Nach einer Renovierung 1956 wurde er bis 2011 als „Städtische Galerie Altes Theater Ravensburg“ für Kunstausstellungen mit Schwerpunkt auf der Kunst der klassischen Moderne und Gegenwartskunst genutzt. Um einen Teil der Kosten für das 2013 eröffnete neue Kunstmuseum Ravensburg zu kompensieren, sollte das Obergeschoss nach einem Umbau gewinnbringend vermietet werden. 2014 war die Stadtverwaltung dann aber damit zufrieden, dass das denkmalgeschützte Gebäude durch die Duale Hochschule überhaupt eine Nutzung fand und durch die Mieteinnahmen wenigstens langfristig die Umbaukosten finanziert werden können.
Im vom Gespinstmarkt aus zugänglichen Gewölbekeller wurde im 20. Jahrhundert das Puppentheater „Ottokars Puppenkiste“ eingerichtet. Inzwischen werden diese Räume vom „Figurentheater Ravensburg“ genutzt.

### Historische Ansichten

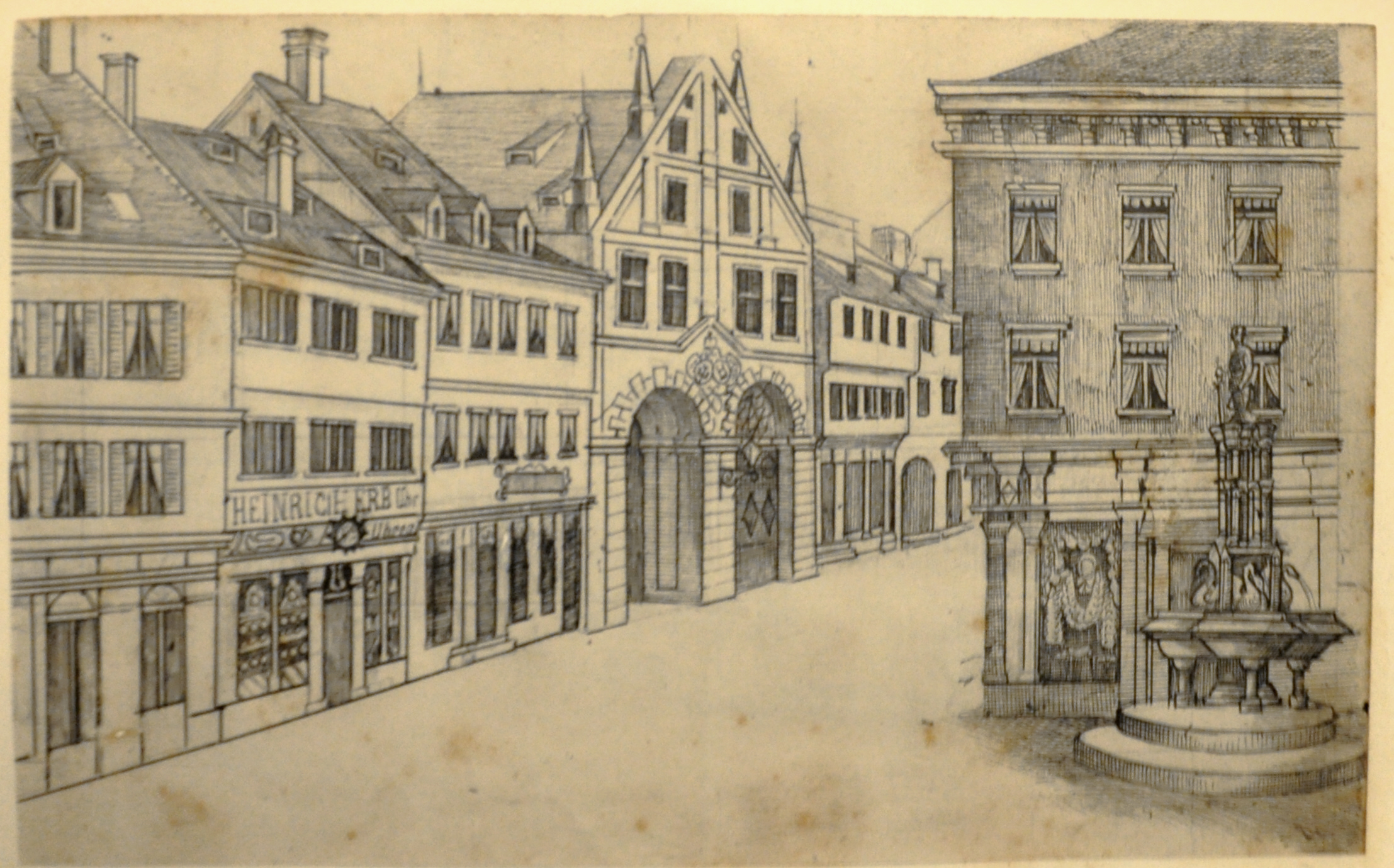
Altes Theater um 1860
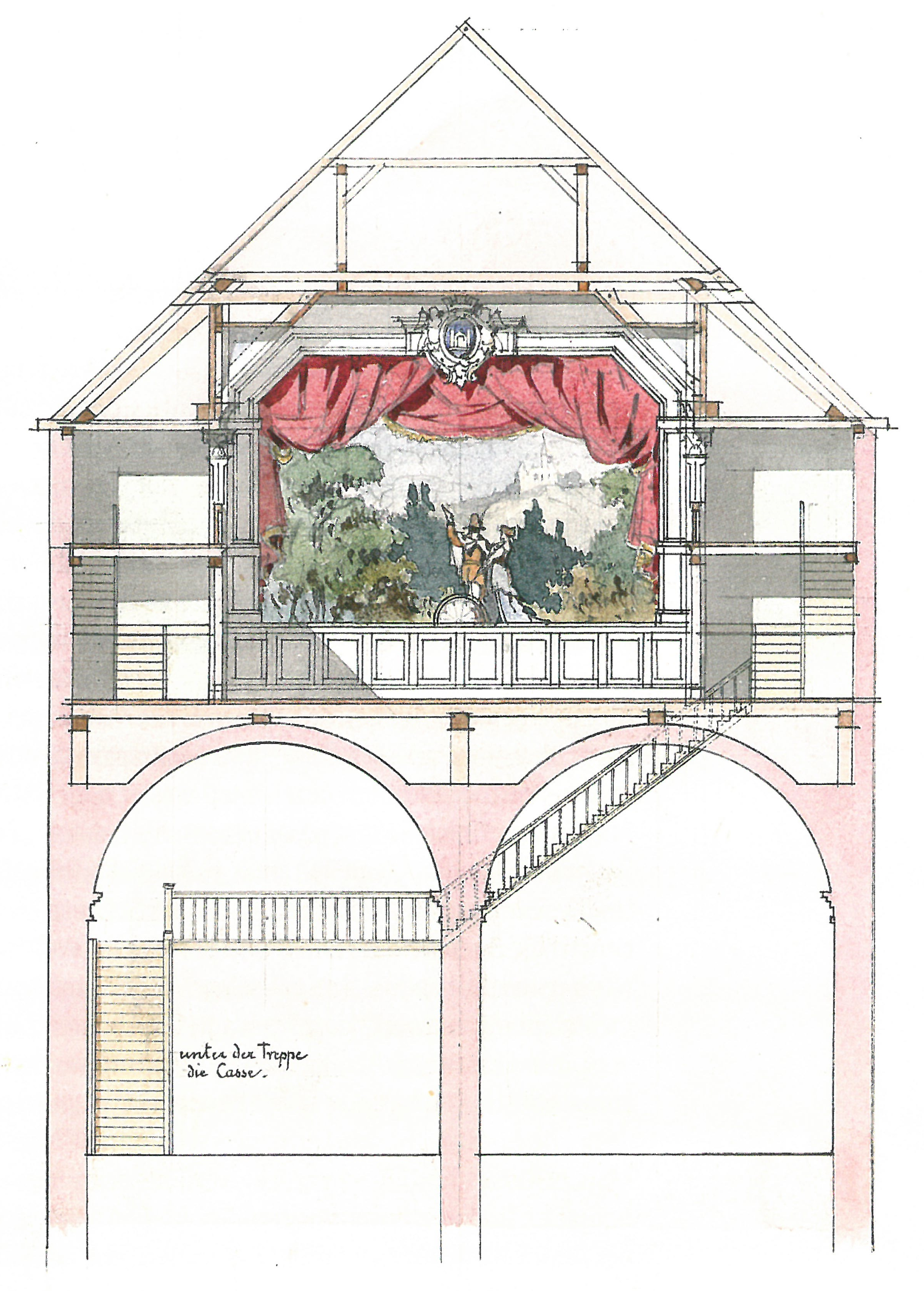
Schnitt (um 1867?) mit Bühnenbild
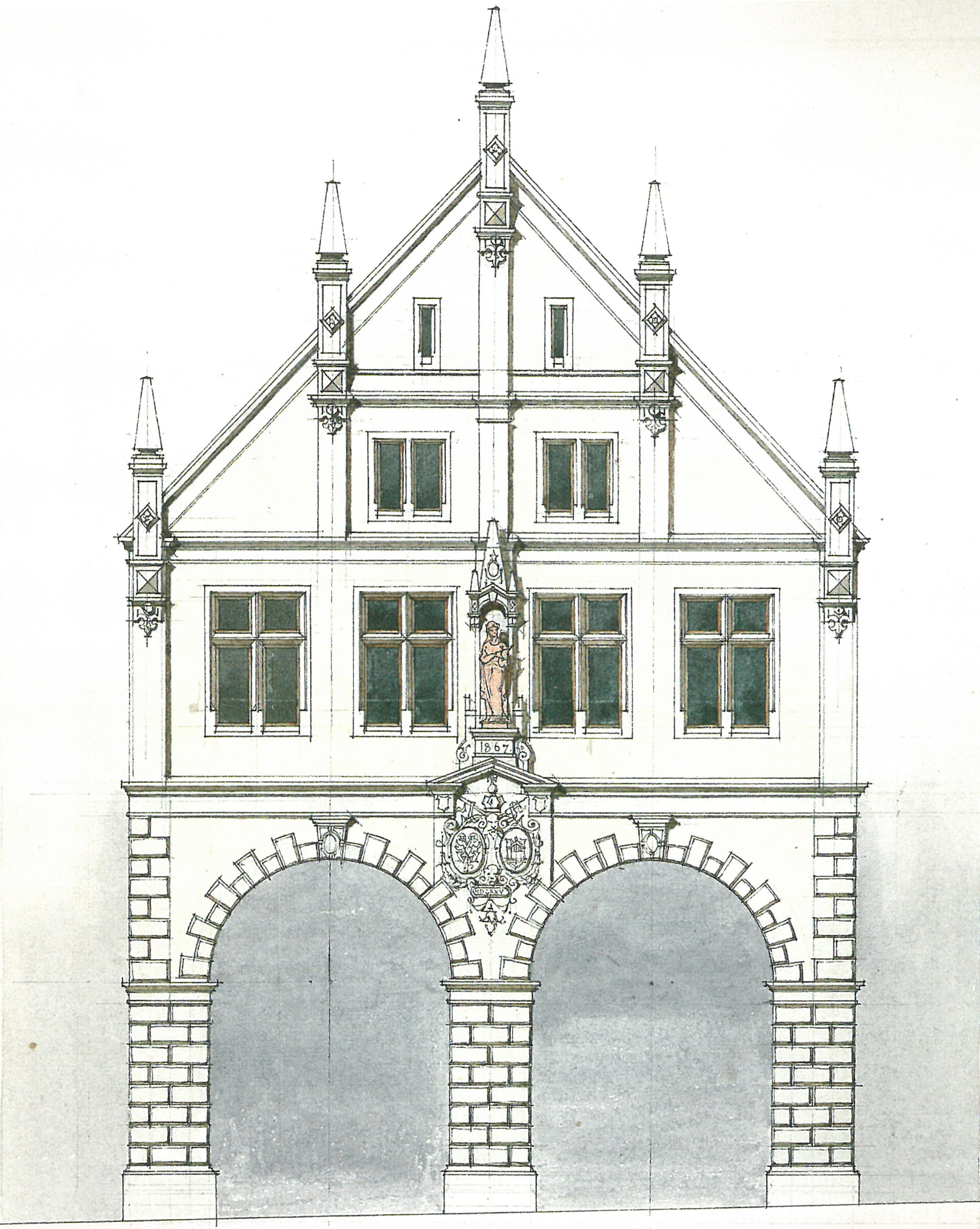
Außenansicht (um 1867?)